# مجلس الأدب المانيبوري
مجلس الأدب المانيبوري أو مانيبوري ساهيتيا باريشاد (الميتية: ꯃꯅꯤꯄꯨꯔꯤ ꯁꯥꯍꯤꯇ꯭ꯌ ꯄꯔꯤꯁꯗ، ويعني حرفيًا "المجلس الأدبي المانيبوري") هو مجلس أدبي مكرّس للترويج النشط وتطوير الأعمال الأدبية باللغة الميتية في الهند، على المستويين الوطني والدولي. له فروع في مدن مانيبور مثل إيمفال، جيريبام، بيشنوبور وثوبال داخل ولاية مانيبور، وكذلك في ولايتي تريبورا وميغالايا في منطقة آسام.
تنظم جمعية مانيبوري ساهيتيا أعمالًا بحثية وندوات ومؤتمرات ونشر المجلات والكتب وترجمة الأعمال الأدبية بلغة ميتي إلى لغات أخرى والحفاظ على حكايات ميتي الشعبية وموسيقى ميتي ومنح الجوائز الأدبية والجوائز النقدية للكتاب والفنانين المتميزين.

## روابط خارجية
- جمعية مانيبوري ساهيتيا في أرشيف الإنترنت
- مانيبورى ساهيتيا باريشاد على e-pao.net
- مانيبوري ساهيتيا باريشاد نسخة محفوظة 30 نوفمبر 2024 على موقع واي باك مشين. في إمفال فري برس